# “二七”陂头会议旧址
“二七”陂头会议旧址位于中国江西省吉安市青原区文陂乡渼陂村，2013年被列为第七批全国重点文物保护单位。
1930年2月7-9日，毛泽东在陂头召开红四军前委、红五、六军军委和赣西、赣南、湘赣边特委联席会议，会议通过了第一部土地法，确定了赣西南党和革命武装的工作方针和主要任务，选举产生了毛泽东为书记的共同前委。
一同列入保护的还有富田镇奁田村的公略中心县县委旧址、公略中心县苏维埃政府旧址（存性堂）、公略中心县苏维埃政府旧址（尊善堂）；富田王家村的南禅寺苏区中央局总部旧址、南禅寺苏区中央局会议旧址、苏区中央局警卫连旧址（富田钟山民居）等。